# Hemiramphidae
Los pajaritos o "mediopicos" (familia Hemiramphidae) es una familia de peces incluida en el orden Beloniformes, distribuida por todos los océanos y con especies de río. Es un grupo hermano de los Exocoetidae -peces voladores- muy emparentado con los pajaritos. También está muy relacionada la familia Zenarchopteridae, que hasta fecha reciente se incluía como subfamilia de los hemiránfidos por su aspecto, pero que por filogenia debían ser una familia distinta. —ver en Wikiespecies—
La mayoría marinos, aunque algunas especies de agua dulce. La mandíbula inferior es mucho más larga que la superior, con el premaxilar terminado en punta, lo que los diferencia de las familias Belonidae y Scomberesocidae que tienen ambas mandíbulas similares. Aletas pectorales y pélvicas cortas, con unos 45 cm de longitud máxima. Las escamas son moderadamente largas, con tendencia a desprenderse.
Unas especies ponen los huevos en algas flotantes, mientras que otras son ovovivíparos; es omnívoro, se alimentan en la superficie del agua de las algas, crustáceos y pequeños peces. Por el sitio donde viven, su coloración tiende a camuflarlos siendo verde o azul oscura en el lomo y blanco plateada en el vientre.

## Importancia para el hombre
En algunas partes del mundo se pescan como fuente de alimentación, aunque en el Golfo de México y mar Caribe se pescan más para usarlos como carnada de peces grandes que como fuente de alimento. Algunas de las especies de pequeños Hemiramphidae de agua dulce son utilizados en acuariología por su bella ornamentación.

## Géneros
Existen 8 géneros con unas 64 especies:
- Género Arrhamphus (Günther, 1866)
- Género Chriodorus (Goode y Bean, 1882), género con una única especie: C. atherinoides (Goode & Bean, 1882)
- Género Euleptorhamphus (Gill, 1859)
- Género Hemiramphus (Cuvier, 1816)
- Género Hyporhamphus (Gill, 1859)
- Género Melapedalion (Fowler, 1934), género con una única especie: M. breve (Seale, 1910)
- Género Oxyporhamphus (Gill, 1864) - Pajaritos voladores
- Género Rhynchorhamphus (Fowler, 1928)

## Imágenes

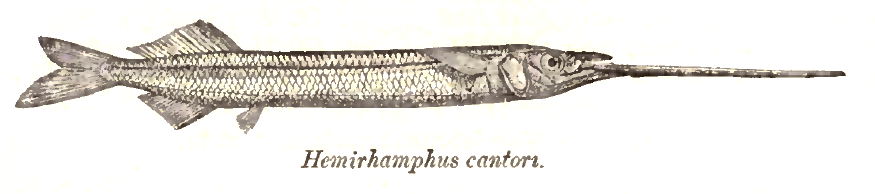
Rhynchorhamphus georgii
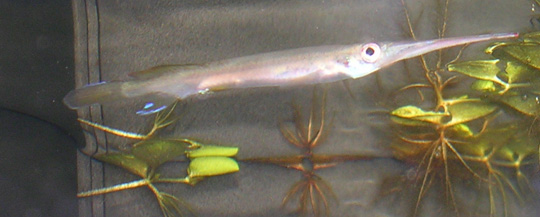
Hemirhamphodon pogonognathus
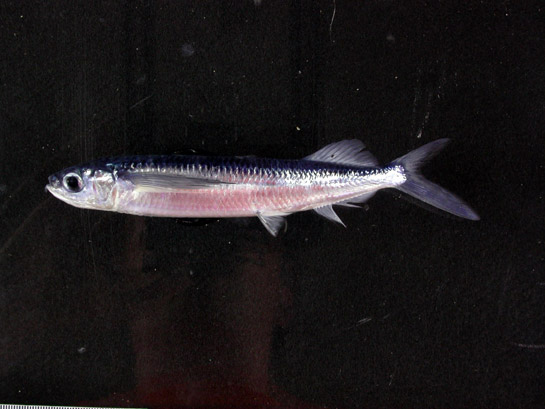
Oxyporhamphus micropterus